# Cratere Amru Al-Qays
Amru Al-Qays è un cratere d'impatto presente sulla superficie di Mercurio, a 12,3° di latitudine nord e 175,6° di longitudine ovest. Il suo diametro è pari a 47 km.
Il cratere è dedicato allo scrittore arabo Amru Al-Qays.